# 후루타 시게하루
후루타 시게하루(일본어: 古田重治, 덴쇼 6년(1578년) ~ 간에이 2년 음력 11월 25일(1625년 12월 24일))는 에도 시대 전기의 다이묘이다. 이세 마쓰사카번 제2대 번주. 이와미 하마다번 초대 번주. 조카 기쇼마루가 어려 마쓰사카번의 가독을 이었다.

## 생애
덴쇼 6년(1578년), 하시바 히데요시의 가신이었던 후루타 시게노리의 셋째 아들로 태어난다. 부친의 사망 후, 가독은 맏형인 시게카쓰가 게이초 11년(1606년)에 사망했을 때 시게카쓰의 아들인 기요마루(後の重恒)가 4세로 어렸기 때문에 시게하루가 뒤를 잇게 되었다. 겐나 5년(1619년) 2월 13일에 이세 마쓰자카에서 이와미(石見) 하마다(浜田)로 이봉되었다. 겐나 6년(1620년) 2월부터 3년에 걸쳐 하마다성(浜田城)과 그 성시를 완성했다. 또, 하마다강(浜田川), 아사이강(浅井川)의 치수공사에 맡고 있다. 겐나 9년(1623년) 5월, 가독을 시게쓰네에게 물려주고 에도에서 은거했다. 간에이 2년(1625년) 11월 25일(이설은 11월 9일), 향년 48세로 에도에서 사망했다.
| 전임 후루타 시게카쓰 | 제2대 마쓰사카번 번주 (후루타가) 1606년 ~ 1619년 | 후임 하마다 전봉으로 인한 폐번 |

| 전임 (막부령) | 제1대 하마다번 번주 (후루타가) 1619년 ~ 1623년 | 후임 후루타 시게쓰네 |